# Sol Butler
Pour les articles homonymes, voir Carl Johnson.
Sol Butler, né le 3 mars 1895 à Kingfisher (Oklahoma) et mort le 1er décembre 1954 à Chicago, est un sportif américain athlète spécialiste du saut en longueur et joueur de football américain.

## Biographie
Sol Butler est membre de l'Université de Dubuque où il reçoit des distinctions dans différents sports entre 1915 et 1919. Il remporte le saut en longueur des Jeux interalliés organisés à Paris en 1919. Favori des Jeux olympiques de 1920 ayant lieu à Anvers, il se blesse lors de son premier saut et termine au septième rang.
Butler joue dans plusieurs équipes de National Football League de 1923 à 1926 : les Hammond Pros (en), les Independents de Rock Island, les Pros d'Akron et les Bulldogs de Canton.
Il emménage ensuite à Chicago où il travaille notamment pour les rubriques sportives de différents journaux. Il est assassiné en 1954 dans un bar de la ville dont il est propriétaire.

## Résultats en athlétisme

### Palmarès
| Date | Compétition           | Lieu   | Résultat |
| ---- | --------------------- | ------ | -------- |
| 1919 | Jeux interalliés      | Paris  | 1er      |
| 1920 | Jeux olympiques d'été | Anvers | 7e       |

### Record
| Épreuve          | Performance | Date |
| ---------------- | ----------- | ---- |
| Saut en longueur | 7,52 m      | 1920 |